# Pêcheur d'Islande (film, 1924)
Pour les articles homonymes, voir Pêcheur d'Islande (homonymie).
Pour plus de détails, voir Fiche technique et Distribution.
Pêcheur d'Islande est un film muet français réalisé par Jacques de Baroncelli et sorti en 1924.

## Synopsis
Yann Gaos (Charles Vanel), pêcheur à Paimpol, a suivi la voie familiale : il est marin, et retourne régulièrement pêcher au large de l'Islande avec un équipage de durs à cuire, parmi lesquels Sylvestre Moan, un autre enfant du village.
À terre, ils sont attendus l'un, Sylvestre, par sa grand-mère, l'autre, Yann, par Gaud Mével, une fille de famille aisée qui a vécu 15 ans à Paris avec son père avant de retourner vivre à Paimpol.
Yann et Gaud s'aiment, mais la différence de fortune entre eux est grande et Yann, par fierté, tarde à la demander en mariage.
Sylvestre va tenter de montrer la voie aux deux amoureux avant de partir combattre au Tonkin ...

## Fiche technique
- Réalisation : Jacques de Baroncelli
- Scénario : Jacques de Baroncelli, d'après le roman de Pierre Loti
- Chef-opérateur : Louis Chaix
- Production : Jacques de Baroncelli
- Durée : 93 minutes
- Date de sortie : France : 1924

## Distribution
- Charles Vanel : Yann Gaos
- Sandra Milowanoff : Gaud Mével
- Madame Boyer : Yvonne Moan
- Roger San-Juana : Sylvestre Moan
- Abel Sovet : Yvonnec
- Jean Wells : un marin-pêcheur de la "Marie"
- Claire Darcas : la Gommeuse du Caf'Conc
- Thomy Bourdelle
- Noémie Scize
- Félix Mounet